# 拉扎列沃农村居民点
拉扎列沃农村居民点（俄语：Лазаревское сельское поселение）是俄罗斯联邦犹太自治州列宁斯科耶区所属的一个农村居民点。其下辖有2个居民点，行政中心为拉扎列沃。据2016年统计，该农村居民点的人口为941人。